# حادثة قطار خاتولي 2017
في يوم 19 أغسطس 2017، خرج قطار كالينغا أوتكال إكسبريس عن القضبان بالقرب من بلدة خاتولي في منطقة موزفرناجار بأوتار براديش في الهند، مما أدى إلى مقتل 23 شخصا وجرح 156 آخرين. 